# تيغية
تيغية هي قرية في مقاطعة نمين، إيران. يقدر عدد سكانها بـ 183 نسمة بحسب إحصاء 2016.